# Jorge Morais Barbosa
Jorge Manuel de Morais Gomes Barbosa (n. Lisboa, 1937 - m. Lisboa, 2 de Maio de 2015) foi um político e um dos principais linguistas de Portugal. O seu percurso académico desenrolou-se ao longo de meio século, durante o qual Morais Barbosa produziu obra de relevo e influenciou inúmeras gerações de estudantes e investigadores em diversas universidades portuguesas e estrangeiras.

## Elementos biográficos
Licenciou-se em Filologia Românica pela Faculdade de Letras da Universidade de Lisboa em 1958, tendo apresentado a tese Crónica de Castela (ms. 8817 da Biblioteca Nacional de Madrid). Elementos para o Estudo Linguístico, Texto (Fernando I - Afonso VI). Glossário. 3 vols.
Doutorou-se em Letras (Linguística) na Universidade de Paris (doutoramento de Estado) em 1966, onde estudou com André Martinet que lhe orientou as dissertações Essai sur le problème linguistique de l'intonation (thèse complémentaire pour le doctorat és lettres présentée à la Faculté des Lettres et Sciences Humaines de l’Université de Paris, 1965) e Études de phonologie portugaise (thèse de doctorat d’État présentée à la la Faculté des Lettres et Sciences Humaines de l’Université de Paris, 1965). Esta última foi publicada em Portugal (na sua versão francesa) em 1965: constitui um trabalho pioneiro na área da fonologia do português que introduziu em Portugal as ideias do estruturalismo funcionalista.

## Actividade docente
Jorge Morais Barbosa teve uma longa e distinta carreira de professor universitário. Leccionou em diversas universidades portuguesas e estrangeiras e terminou a sua carreira docente jubilando-se como Professor Catedrático de Linguística Portuguesa do Instituto de Língua e Literatura Portuguesas da Faculdade de Letras da Universidade de Coimbra em 2007.
Tendo ascendido à categoria de Professor Catedrático em 1969 com apenas 32 anos, Jorge Morais Barbosa foi, durante muitos anos, até à jubilação, o decano dos linguistas portugueses.
Participou em numerosos júris de provas de aptidão pedagógica e capacidade científica, mestrado, doutoramento, agregação, progressão na carreira de investigação, de equivalência ou reconhecimento de habilitações e de concursos para professor associado e catedrático, quase sempre como arguente ou relator. Orientou de numerosos trabalhos de síntese de provas de aptidão pedagógica e capacidade científica e dissertações de mestrado e doutoramento, em Universidades portuguesas e estrangeiras.
Desempenhou ao longo da sua carreira diversos cargos académicos e institucionais.

## Actividade científica
Jorge Morais Barbosa é autor de extensa bibliografia. Produziu muitas dezenas de artigos científicos, publicados em diversas revistas científicas (portuguesas e estrangeiras). As suas principais áreas de interesse e investigação científica têm sido a Linguística Geral, a Fonologia e a Sintaxe. Também a Crioulística e a situação da língua portuguesa no mundo mereceram a sua atenção. Da sua obra podem destacar-se os livros seguintes:
- O Problema Linguístico da Entoação: Teoria e Aplicação ao Português, Coimbra: Faculdade de Letras, 1963.

- Études de phonologie portugaise, Lisboa: Junta de Investigações do Ultramar, 1965; Évora: Universidade de Évora, 1983, 2ª ed..

- Estudos Linguísticos: Crioulos, Lisboa: Academia Internacional de Cultura Portuguesa, 1967 (reedição de artigos publicados no Boletim da Sociedade de Geografia de Lisboa).

- Diário de Navegação de Pêro Lopes de Sousa (1530-1532), com prefácio do Comandante A. Teixeira da Mota. Lisboa: Agência Geral do Ultramar, 1968.

- A Língua Portuguesa no Mundo, Lisboa: Sociedade de Geografia, 1968; Lisboa: Agência Geral do Ultramar, 1969, 2ª ed. revista.

- Civilização Portuguesa. Princípios de História e Cultura. Pretória: UNISA - University of South Africa, 1976.

- Introdução ao Estudo da Fonologia e Morfologia do Português, Coimbra: Almedina, 1994.

- Jorge Morais Barbosa et alii (ed.), Gramática e Ensino das Línguas, Coimbra: Livraria Almedina, 1999.

Divulgador do funcionalismo e da sua aplicação à análise da língua portuguesa, Jorge Morais Barbosa traduziu duas obras fundamentais de André Martinet:
- André Martinet, Elementos de Linguística Geral. Tradução baseada em original ampliado pelo Autor e adaptada para leitores de língua portuguesa por Jorge Morais Barbosa. Lisboa: Livraria Sá da Costa, 1964 (Lisboa: Livraria Sá da Costa, 1991, 11ª ed. refundida).

- André Martinet, Função e Dinâmica das Línguas. Tradução de Jorge Morais Barbosa e Maria Joana de Almeida Vieira dos Santos. Coimbra, Almedina, 1995.

Jorge Morais Barbosa mantém-se um investigador activo e prolífico, com vários trabalhos entregues para publicação ou em curso.
A sua preocupação com a promoção da língua portuguesa levou-o a intervir publicamente contra a Terminologia Linguística dos Ensinos Básico e Secundário e contra o Acordo Ortográfico de 1990.
É signatário e promotor de uma petição em linha contra o Acordo Ortográfico da Língua Portuguesa de 1990, que recolheu desde 2 de Maio de 2008 mais de 120 000 assinaturas.
Foi recebido, com outros signatários dessa petição, no Palácio de Belém pelo Presidente da República Portuguesa em Junho de 2008 em audiência especial.

## Actividade Política
Em 1974, era deputado do Estado Novo por Moçambique, onde se encontrava a leccionar. Intervém contra o "terrorismo" da FRELIMO em Moçambique, denunciando, entre outros, o "Massacre do Nhacambo", ataque a aldeia no qual a FRELIMO fez 17 mortos e 31 feridos. 

Já em democracia, ajuda a fundar a então associação Movimento Independente para a Reconstrução Nacional (MIRN) de Kaúlza de Arriaga, sendo seu secretário-geral / vice-presidente. Abandona o partido em 1979, por Kaúlza recusar a despersonalização do MIRN em torno de si mesmo, e permitir o aumento o poder dos civis no movimento, como o próprio Morais Barbosa. Mais tarde, ingressa no CDS, pelo qual se torna deputado na III legislatura.